# Det Stora Monstret
Det Stora Monstret, egentligen Jacob Johansson, född 28 januari 1985 i Göteborg, är en svensk artist, låtskrivare och konstnär.
Den 22 januari 2014, släppte Jacob Johansson sitt debutalbum under artistnamnet "Det Stora Monstret". Den självbetitlade skivan har han producerat själv, i samarbete med Filip Leyman - som är producenten bakom Anna von Hausswolff - och Christoffer Berg, som tidigare jobbat med bland andra The Knife och Depeche Mode.
Den 20 juni 2016 hade singeln "En Drömd Plats" i Sveriges radio P3. Singeln är producerad av Jacob Johansson och producenterna Nils Krogh (Genius of time, Arkajo) och Filip Leyman (Anna Von Hausswolff).
Det Stora Monstrets andra album släpptes 25 maj 2018 på Suncave Recording. På skivan medverkar även andra musiker såsom Albert Af Ekenstam.
Jacob Johansson har även gett ut musik under artistnamnet Mount Song.

## Diskografi

### Album
- 2012 – Det Stora Monstret
- 2016 – En Drömd Plats
- 2017 – Mount Song (som Mount Song)

### Singlar
- 2013 – Fatta Eld
- 2013 – Sätt Att Hålla Ut
- 2014 – Kolibrins Vingar
- 2014 – Elastiska
- 2014 – Manifest
- 2016 – Saliv
- 2016 – En Drömd Plats
- 2017 – Vakna
- 2018 – Normalt
- 2018 – Flyktförsök
- 2018 – Kontroll